# Cloeodes
Cloeodes is een geslacht van haften (Ephemeroptera) uit de familie Baetidae.

## Soorten
Het geslacht Cloeodes omvat de volgende soorten:
- Cloeodes anduzei
- Cloeodes auwe
- Cloeodes aymara
- Cloeodes aymore
- Cloeodes barituensis
- Cloeodes bicoloratus
- Cloeodes binocularis
- Cloeodes caraibensis
- Cloeodes consignatus
- Cloeodes danta Vasquez-Bolanos, Sibaja-Araya & Guevara-Mora, 2020
- Cloeodes dentatus
- Cloeodes dialutoi
- Cloeodes espinillo
- Cloeodes excogitatus Waltz & McCafferty, 1987[1]
- Cloeodes freitagae
- Cloeodes fustipalpus
- Cloeodes guenoa
- Cloeodes hydation
- Cloeodes illiesi
- Cloeodes incus
- Cloeodes inferior
- Cloeodes inzingae
- Cloeodes irvingi
- Cloeodes itajara
- Cloeodes jaragua
- Cloeodes longisetosus
- Cloeodes macrolamellus
- Cloeodes maculipes
- Cloeodes nocturnus
- Cloeodes opacus
- Cloeodes penai
- Cloeodes peninsulus
- Cloeodes portabilis
- Cloeodes pseudogladius
- Cloeodes pusillum
- Cloeodes redactus Waltz & McCafferty, 1987[1]
- Cloeodes soldani
- Cloeodes stelzneri
- Cloeodes superior
- Cloeodes turbinops
- Cloeodes vaimaca
- Cloeodes waltzi